# Aaron Burr
Aaron Burr (6. února 1756, Newark, New Jersey, USA – 14. září 1836, Port Richmond, New York) byl americký právník, politik a dobrodruh. Byl generálním prokurátorem státu New York (1789–1791), senátorem (1791–1797), poslancem New Yorku (1797–1799) a třetím viceprezidentem USA v období od 4. března 1801 do 4. března 1805, tedy během prvního prezidentského období Thomase Jeffersona. Burrův odkaz zásadně ovlivnil jeho proslulý osobní spor s Alexandrem Hamiltonem, který roku 1804 vyvrcholil soubojem, ve kterém Burr Hamiltona zastřelil. Přezdívalo se mu Bouřlivák Burr.
Burr se narodil do prominentní rodiny v New Jersey. Po studiích teologie na Princetonu zahájil svou kariéru jako právník, roku 1775 se však zapojil do americké války za nezávislost jako důstojník Kontinentální armády. Po ukončení služby roku 1779 se věnoval právní praxi v New Yorku, kde se stal předním politickou figurou a podílel se na založení nové Jeffersonovy Demokraticko-republikánské strany. Jako člen newyorského zákonodárného shromáždění podporoval roku 1785 návrh zákona ke zrušení otrokářství, třebaže otroky sám vlastnil.
Ve 26 letech se Burr oženil s Theodosií Bartow Prevost, jež zemřela roku 1794 po dvanácti letech manželství. Narodila se jim jedna dcera, Theodosia Burr Alston. Burr udržoval poměr také se svou jihoasijskou služebnou Mary Emmons a byl otcem jejích dvou dětí. Jedním z nich byl abolicionista John Pierre Burr. Aaron Burr však za svého života vztah s Mary Emmons nikdy veřejně nepřiznal.
Roku 1791 byl Burr zvolen do Senátu Spojených států amerických, kde sloužil do roku 1797. Kandidoval také na prezidenta v prezidentské volbě roku 1800. Hlasy sboru volitelů však mezi prezidentskými kandidáty Jeffersonem a Burrem nerozhodly, budoucího prezidenta tak musela určit Sněmovna reprezentantů (rozhodnutí přinesla až po 36. hlasování). Z volby nakonec vyšel vítězně Jefferson, Burr se ale s druhým nejvyšším počtem hlasů stal jeho viceprezidentem. Třebaže Burr trval na tom, že Jeffersona podporuje, prezident byl vůči němu velmi podezřívavý a odsunul ho na okraj své administrativy, ve které Burr jako viceprezident setrval po jedno volební období od 4. března 1801 do 4. března 1805.
Během posledního roku ve viceprezidentském úřadě Burr 11. července 1804 v souboji smrtelně postřelil svého politického rivala Alexandra Hamiltona. Třebaže souboje stály mimo zákon, Burr nebyl nikdy souzen a všechna obvinění vůči němu byla časem stažena. Hamiltonova smrt však znamenala konec Burrovy politické kariéry.
Burr odcestoval na západ Spojených států, kde hledal nové ekonomické a politické příležitosti. Jeho utajované aktivity vedly k tomu, že byl roku 1807 v Alabamě zatčen kvůli obvinění z velezrady. Několikrát byl předveden před soud v případu známém jako Burrovo spiknutí, pokaždé však byl obžaloby zproštěn. I tak ale Burr, zatížen velkými dluhy a bez opory vlivných přátel, opustil Spojené státy a jako vystěhovalec žil v Evropě. Do Spojených států se vrátil roku 1812, kdy v New Yorku opětovně začal provozovat právní praxi. Krátké druhé manželství ve věku 77 let skončilo rozvodem a dalším skandálem. Ochromen mrtvicí a finančně zruinován zemřel Aaron Burr 14. září 1836 v Port Richmondu v New Yorku.

## V umění
Americký spisovatel Gore Vidal vydal v roce 1973 životopisný román o Aaronu Burrovi, nazvaný Burr. V roce 1990 jej přeložil Miroslav Jindra a vydal Odeon pod názvem Skandální život Aarona Burra.